# Калугіно (Казахстан)
Калу́гіно (каз. Калуга) — село у складі Мамлютського району Північноказахстанської області Казахстану. Входить до складу Краснознаменського сільського округу.
Населення — 232 особи (2021; 320 у 2009, 435 у 1999, 512 у 1989).
Національний склад станом на 1989 рік:
- росіяни — 100 %.